# Tālūn
Tālūn (persiska: تالون ,طالون, Ţālūn) är en ort i Iran.   Den ligger i provinsen Teheran, i den norra delen av landet, 27 km nordväst om huvudstaden Teheran. Tālūn ligger 2 140 meter över havet och antalet invånare är 196.
Terrängen runt Tālūn är kuperad åt sydväst, men åt nordost är den bergig. Tālūn ligger nere i en dal. Runt Tālūn är det mycket tätbefolkat, med 2 521 invånare per kvadratkilometer. Närmaste större samhälle är Āsārā, 16,0 km norr om Tālūn. Trakten runt Tālūn består i huvudsak av gräsmarker.